# Черуел (община)
Община Черуел (на английски: Cherwell District) е една от петте административни единици в област (графство) Оксфордшър, регион Югоизточна Англия. Населението на общината към 2010 година е 140 400 жители разпределени в множество селища на територия от 588.80 квадратни километра. Административен център е град Банбъри.
На територията на общината, в близост до село Броутън, се намира едноименното средновековно имение „Броутън Касъл“ с красиви градини и дворец.

## География
Община Черуел е разположена в северните и североизточни части на графство Оксфордшър по границата с областите Уоруикшър, Нортхамптъншър и Бъкингамшър. Диагонално по направление югоизток-северозапад, общината се пресича от Автомагистрала М40, осъществяваща връзка със столицата Лондон на югоизток и агломерацията на Бирмингам на северозапад. В обхвата на Черуел са разположени два града - административният център Банбъри и Бистър. Селището Кидлингтън, със своите 14 945 жители към 2001 година, е претендент за най-голямото населено място със статус на село в Англия.
По-големи населени места на територията на общината:
| селище     | на английски | население (2001) |
| ---------- | ------------ | ---------------- |
| Банбъри    | Banbury      | 43 867           |
| Бистър     | Bicester     | 31 113           |
| Кидлингтън | Kidlington   | 14 945           |

## Население
Изменение на населението на общината за период от три десетилетия 1981-2010 година:
| година    | 1981    | 1991    | 2001    | 2010    |
| --------- | ------- | ------- | ------- | ------- |
| население | 109 200 | 124 100 | 132 000 | 140 400 |